# 礁溪協天廟
24°49′07″N 121°46′08″E / 24.818701°N 121.768937°E
礁溪協天廟，是位於臺灣宜蘭縣礁溪鄉大忠村的關帝廟，具有恩主公信仰，為礁溪鄉大忠村、大義村、二龍村、白鵝村、德陽村、三民村、林美村、六結村的信仰中心。

## 歷史沿革

### 清治時期
福建省漳州府平和縣五寨坊附鳳社後巷人林楓，為感謝訴訟時經過祈求過的東山縣東山關帝廟，將分靈攜帶回鄉，雕塑神像。後來，嘉慶九年（1804年）夏，後裔林應獅、林古芮、林玉梓、林添郎等攜眷，共赴東山關帝廟分靈，攜帶神像自廈門乘船、越過草嶺古道來噶瑪蘭的礁溪開墾。
依廟史記載，廟在嘉慶九年（1804年）建於於風水上稱為「黃蜂出巢穴」的現址。今廟址為礁溪鄉中山路一段51號。初期只有茅屋，直到咸豐七年（1857年）夏，改為土牆瓦頂，增建東西廂房及兩房護廊。
同治六年（1867年），鎮台使劉明燈巡察噶瑪蘭廳，表請敕建。地方傳說原因是劉明燈途經礁溪時，紮營廟後的楓林裡，兵士們擅自砍折枝椏燒飯，以致觸犯神威，個個病倒，由劉明燈祈求後復原，因此回京城後，即表請勒封。光緒十三年（1887年），重建廟宇，開蘭進士楊士芳等噶瑪蘭仕紳也都捐資共襄盛舉。

### 日治時期

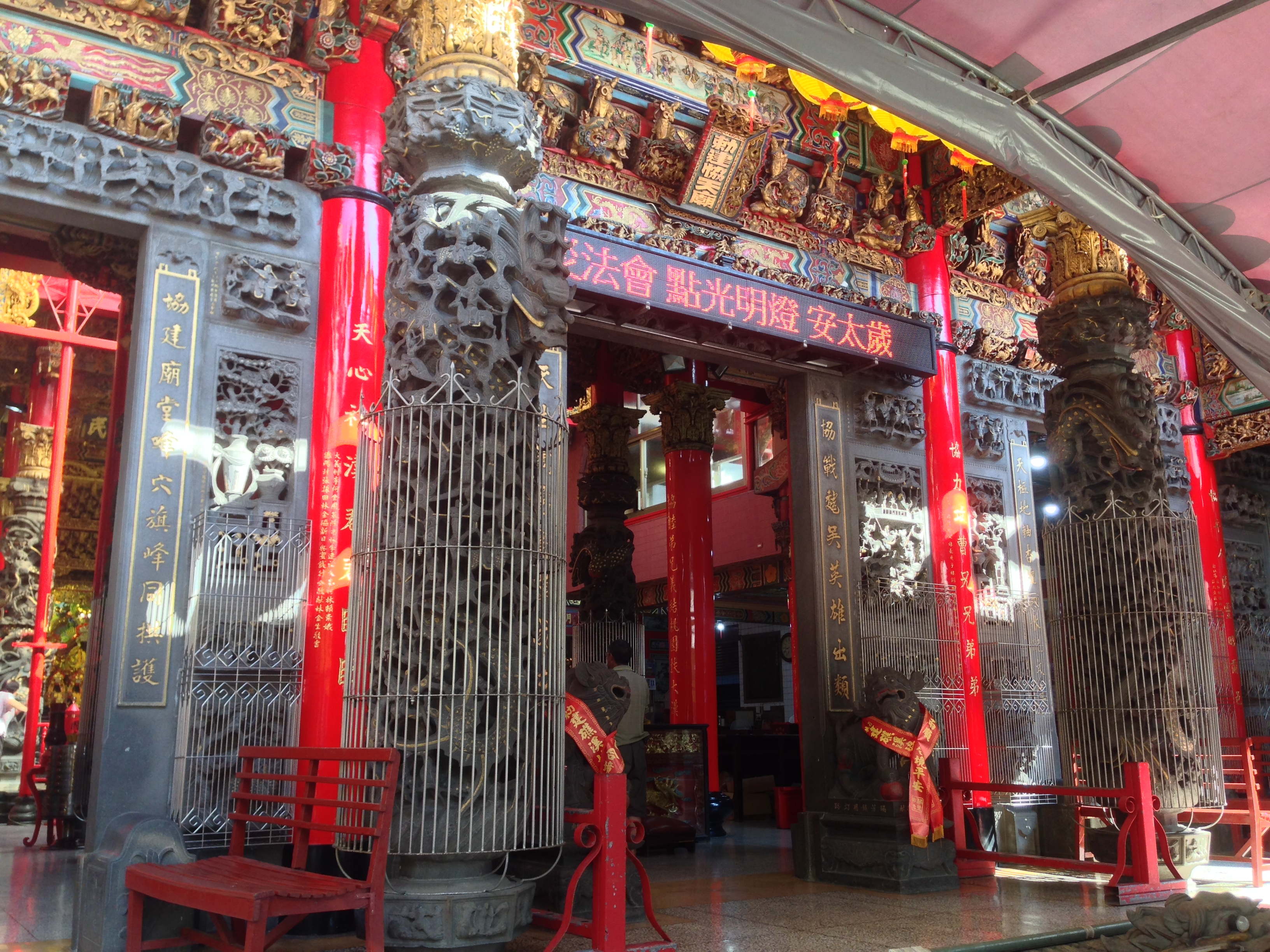
門殿

1914年夏，重修廟宇，並置石獅於廟前。1917年，管理人林祖陳聘請凌雲禪寺出家、福建鼓山進修、頭城九股山吉祥寺擔任弘法工作、本名游阿水的性圓法師為首位住持。1925年，由匠師居成師親率火東與火西二子合力建構新戲台；主持建築的日本人妙修總理發動鄉民到五峰旗後山砍伐烏心石、福杉、牛樟做為戲台結構。

### 戰後時期

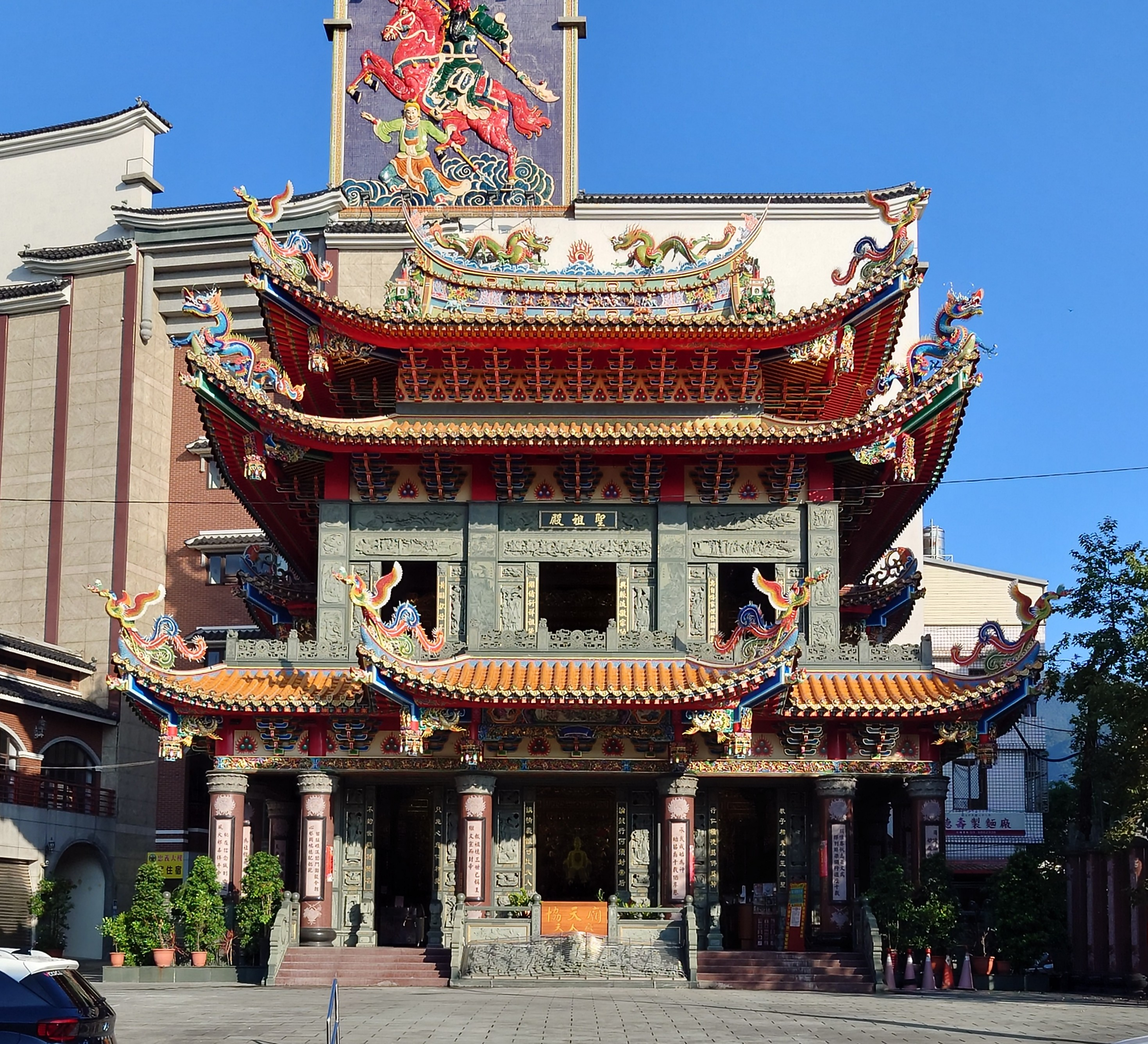
協天廟聖祖殿

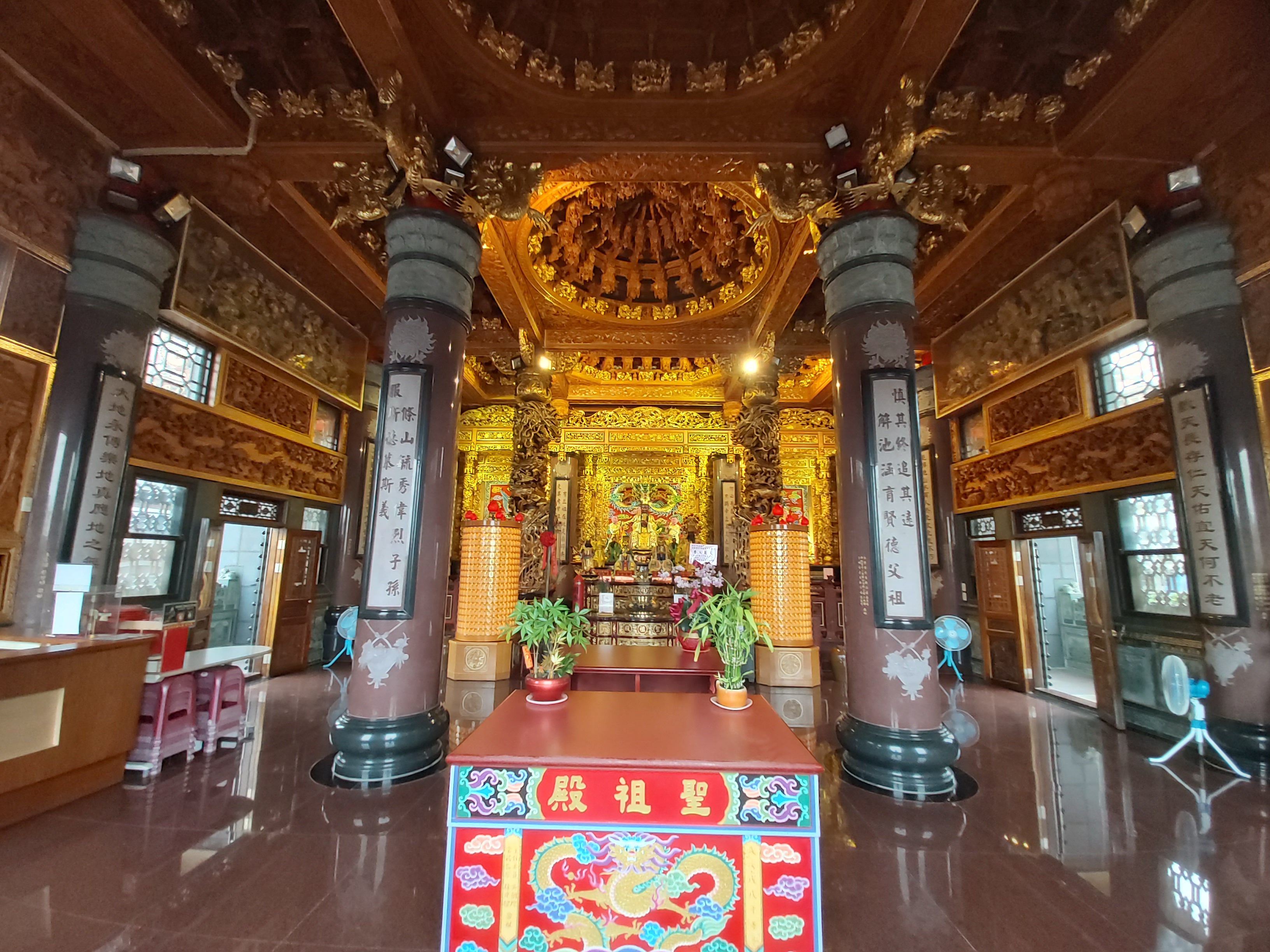
協天廟聖祖殿室內

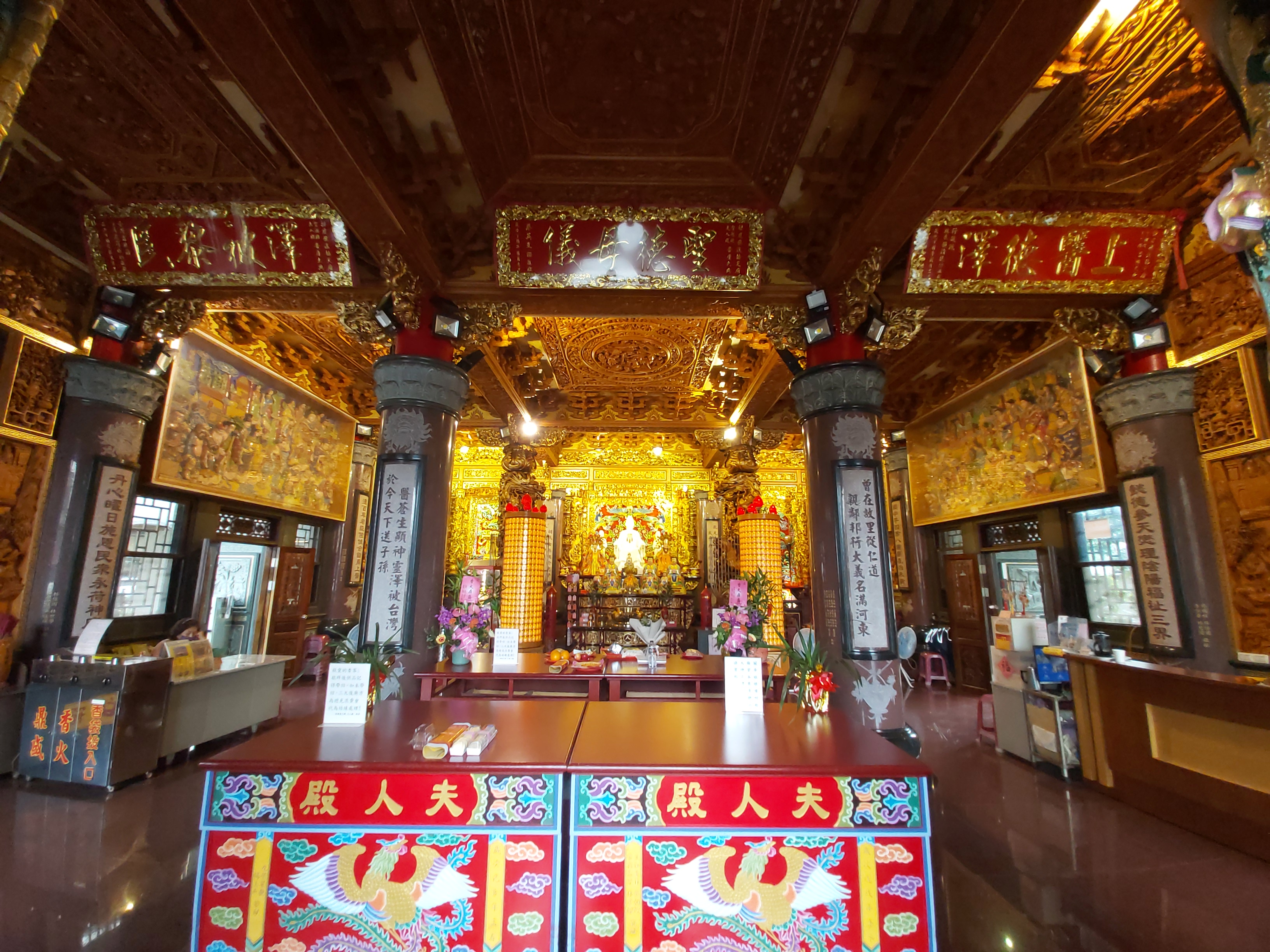
協天廟夫人殿

清末鸞堂運動，使關公的地位提高，而協天廟在國家祀典外，即武廟的基礎上，也吸收屬於鸞堂的恩主公信仰。戰後，該廟扶鸞活動繼續。游阿水提供經費，讓鸞生林阿保帶領新雕的二尊關帝神像
赴台北、基隆傳教。林阿保先到台北市建昌街創立志心堂。後，柯金生至台北青潭創建明聖宮。此外還有台北德顯堂、台北明聖堂、台北聖天堂、九份明華堂等這些壇堂。或說行天宮也是從此廟分靈。（一說行天宮由覺修宮分靈）
1966年，信徒成立管理委員會後，擇定1967年6月拆除舊廟，翌年6月正式興工，1969年農曆完工。之後又連續建忠義大樓，至1984年完成。
2000年關公文化周活動，位在廟後的忠義大樓二樓的關公文物館揭幕，其門面以主廟前的新牌樓模型為景，配上千里走單騎、古城會故事主題的彩繪與燈箱。2007年11月6日，協天廟召開籌建聖祖殿信徒大會，以奉祀關聖帝君家族的始祖關龍逢、前三代祖先及夫人胡玥，並把寺廟、住宿大樓、商店街等結合，總建設經費約5億元，5年後完成。因聖祖殿及夫人殿要新台幣2億5千萬元，廟方遂將16公斤重的金印熔毀籌錢。2018年1月6日，以緬甸漢白玉製作、耗資約500萬元，重達2噸的關夫人像晉座入殿。

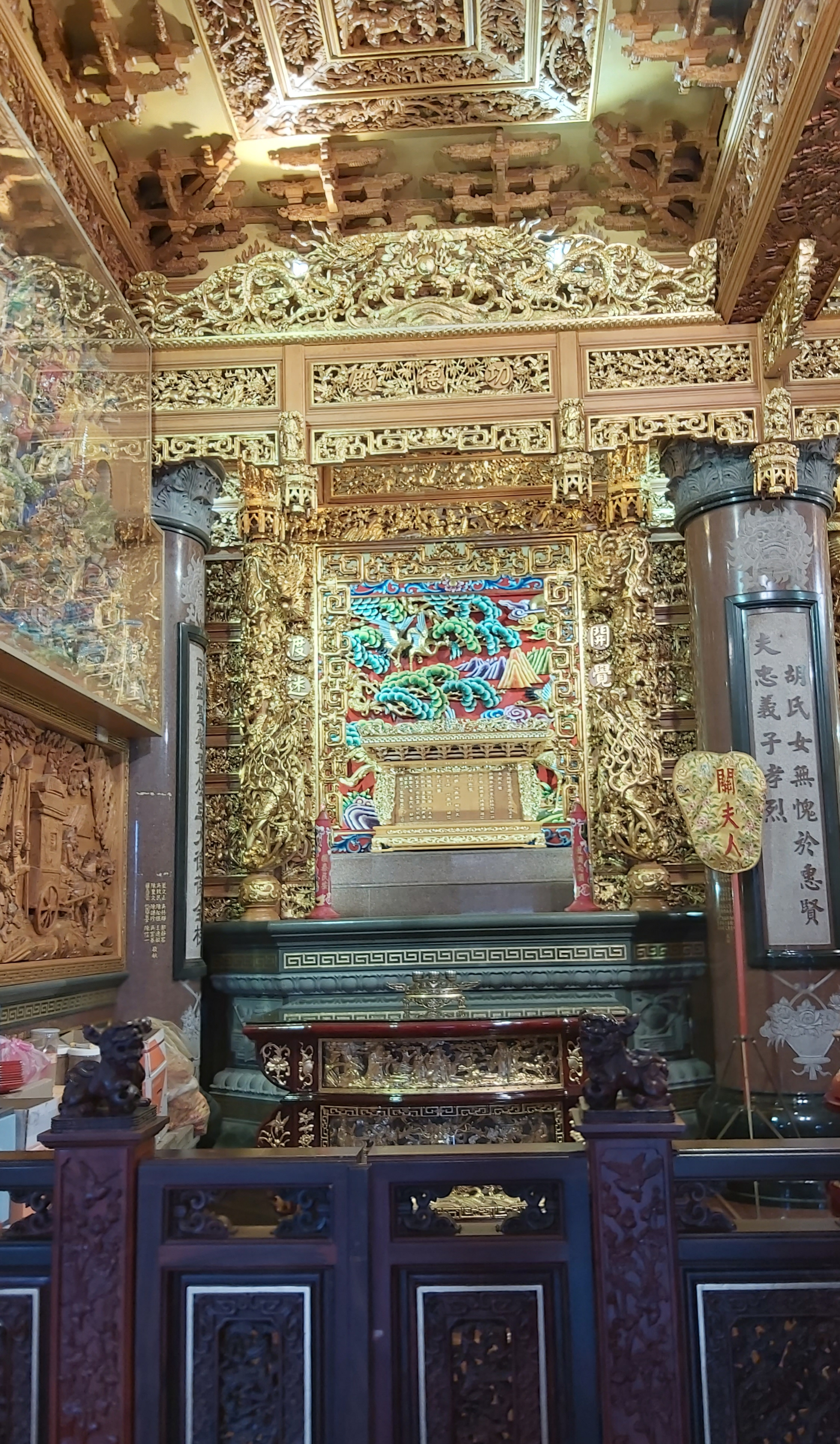
功德殿開山及歷代先賢祿位
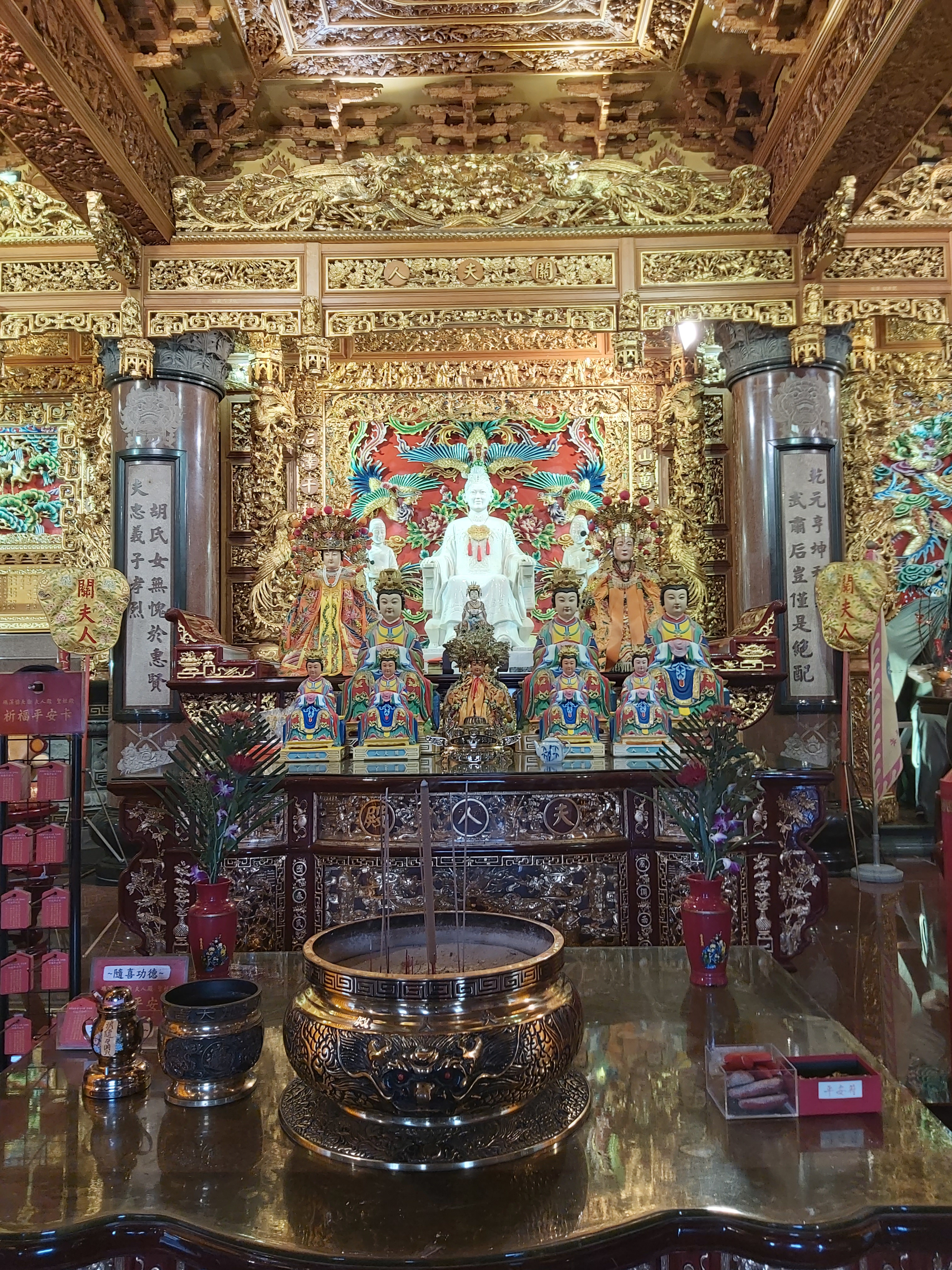
夫人殿關夫人胡玥像
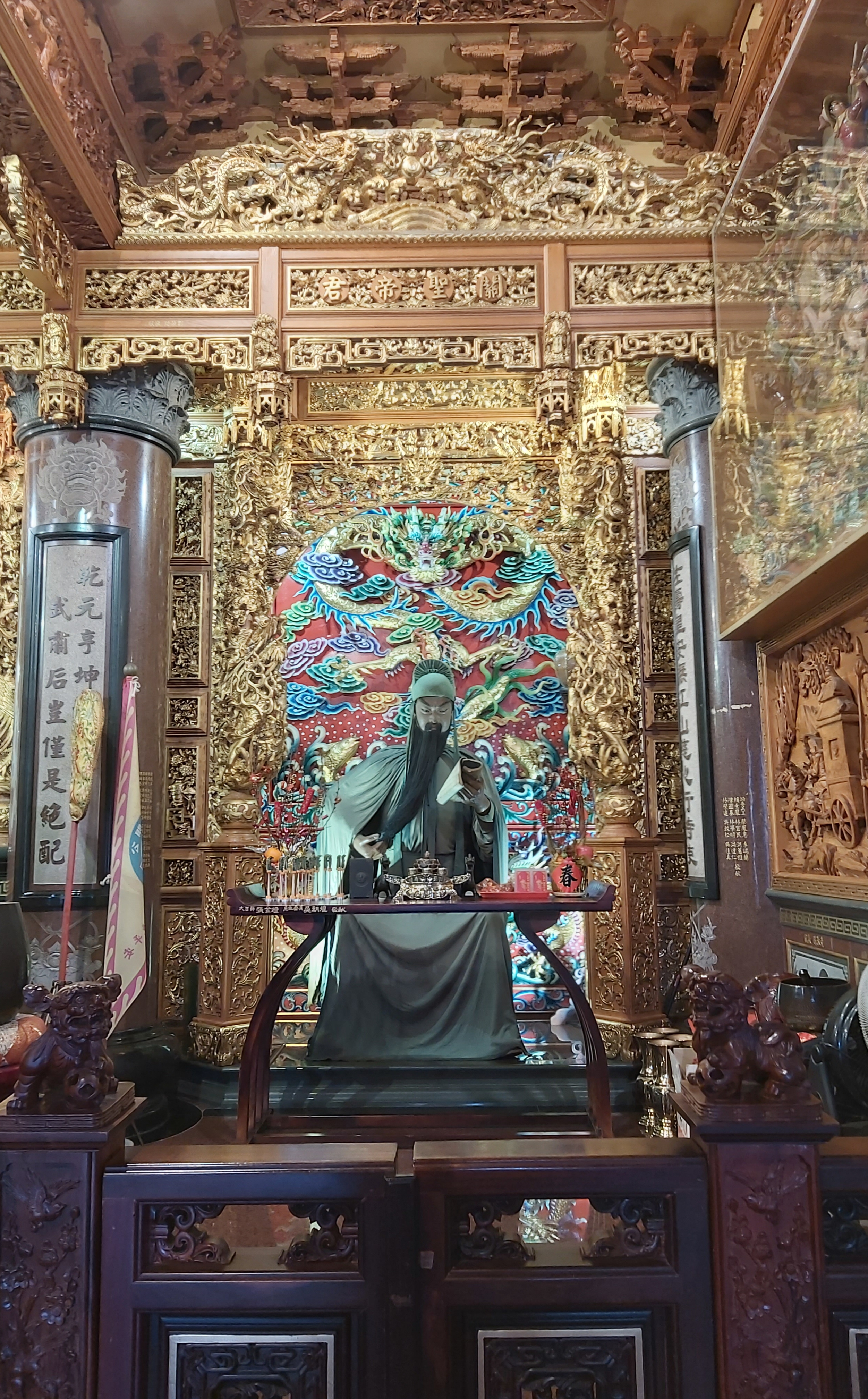
夫人殿關帝聖像
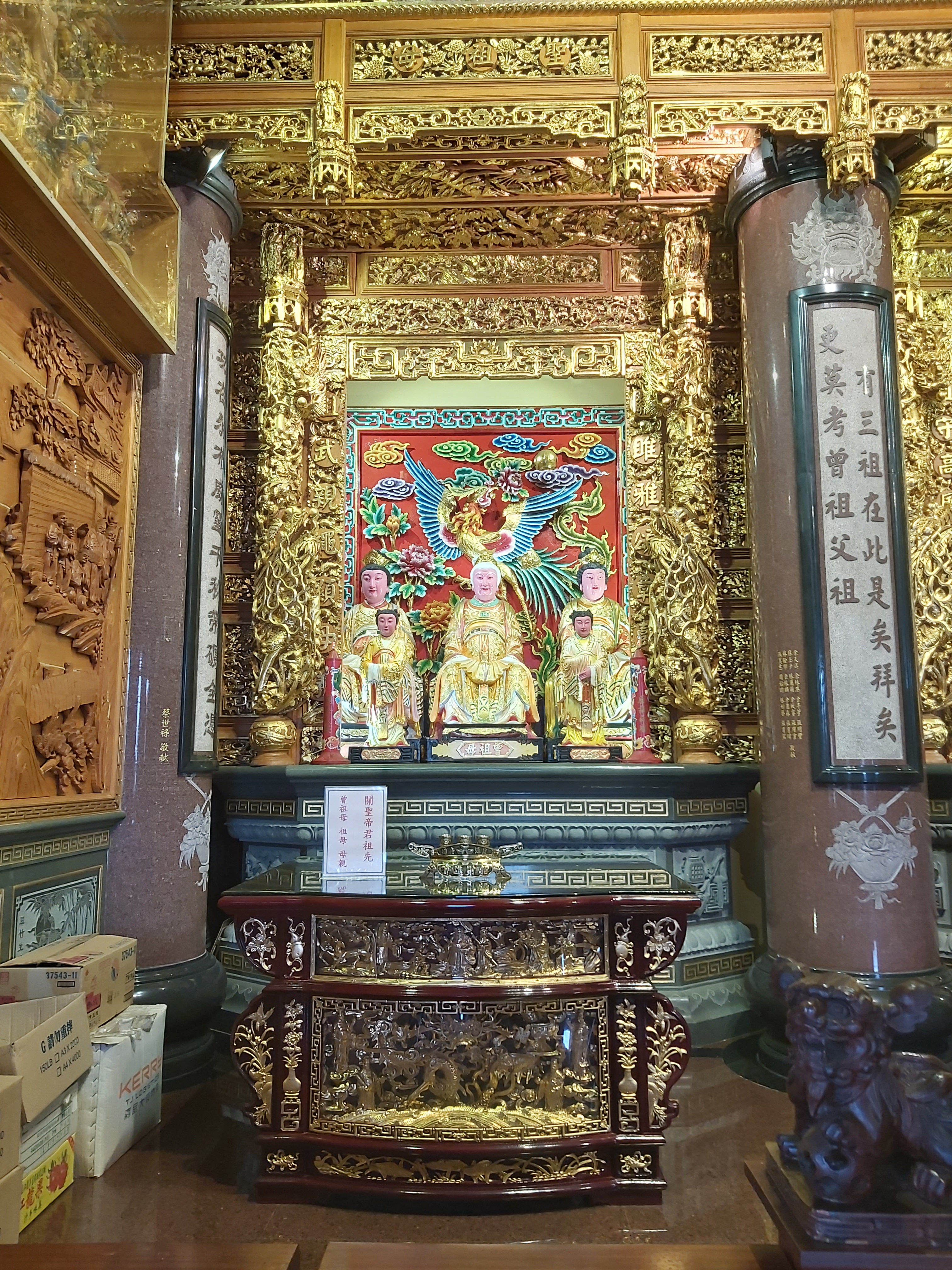
聖祖殿關帝曾祖母、祖母、母親聖像
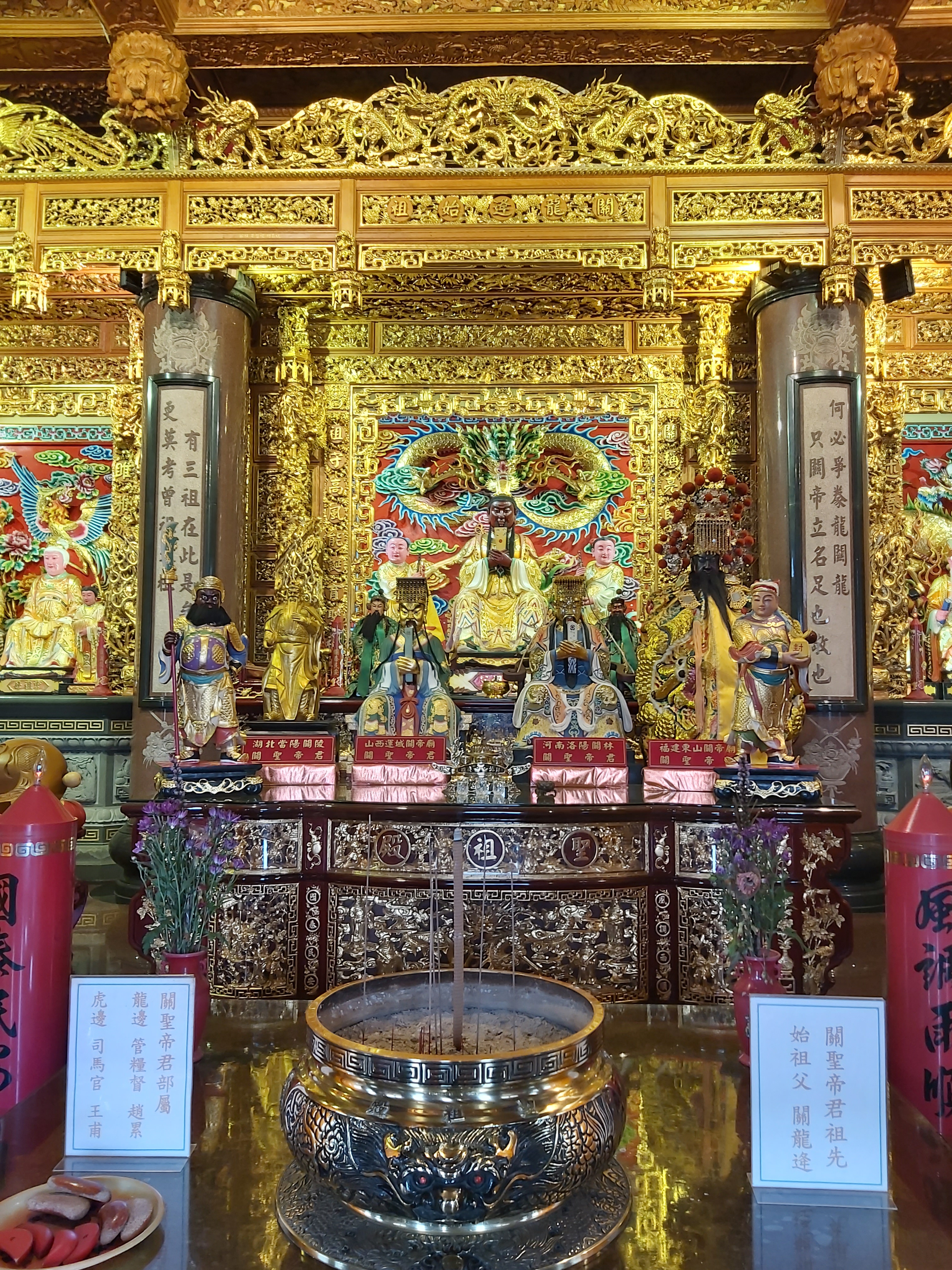
聖祖殿關帝始祖關龍逢聖像
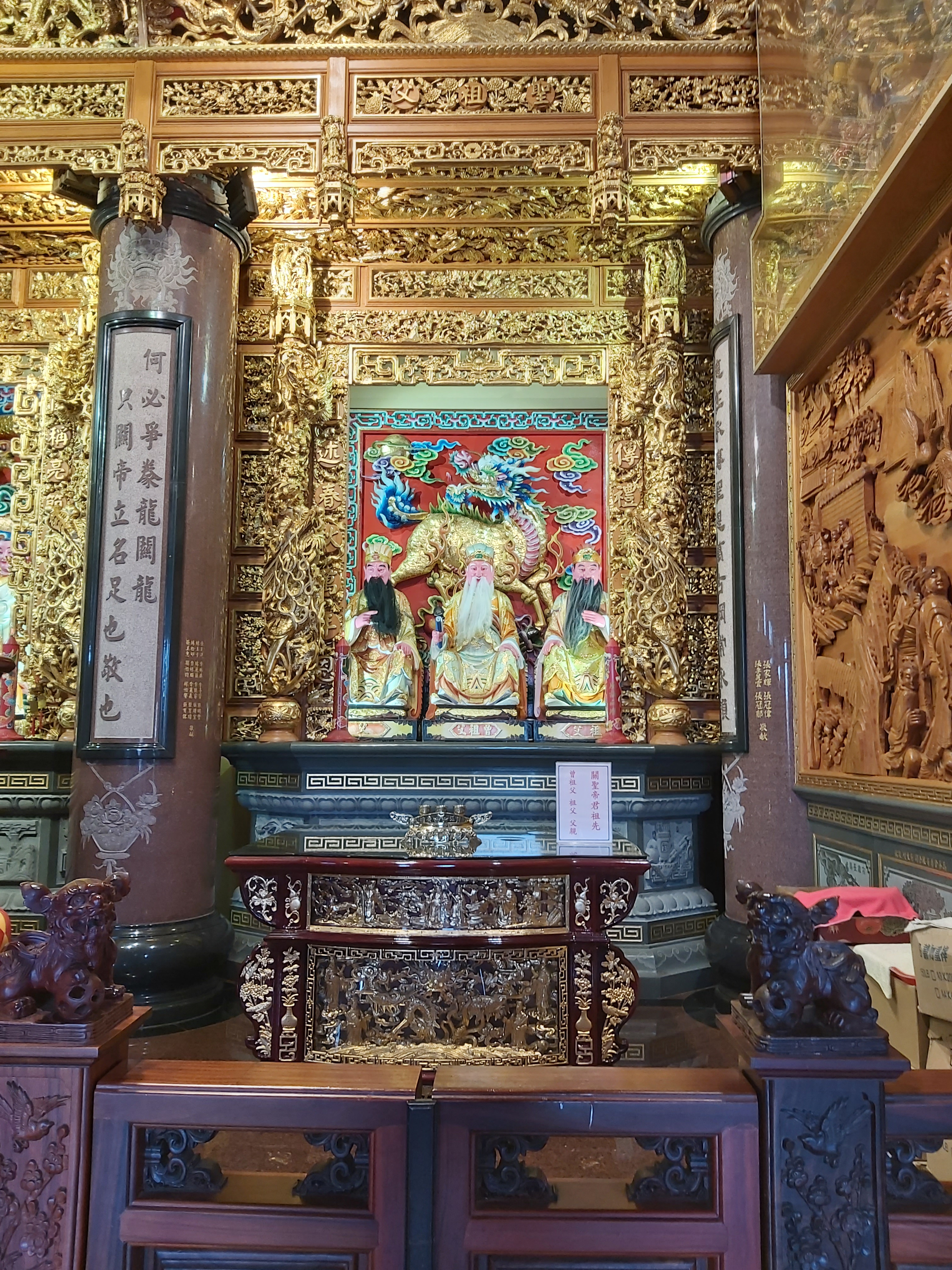
聖祖殿關帝曾祖父、祖父、父親聖像

## 祭祀活動

### 組織

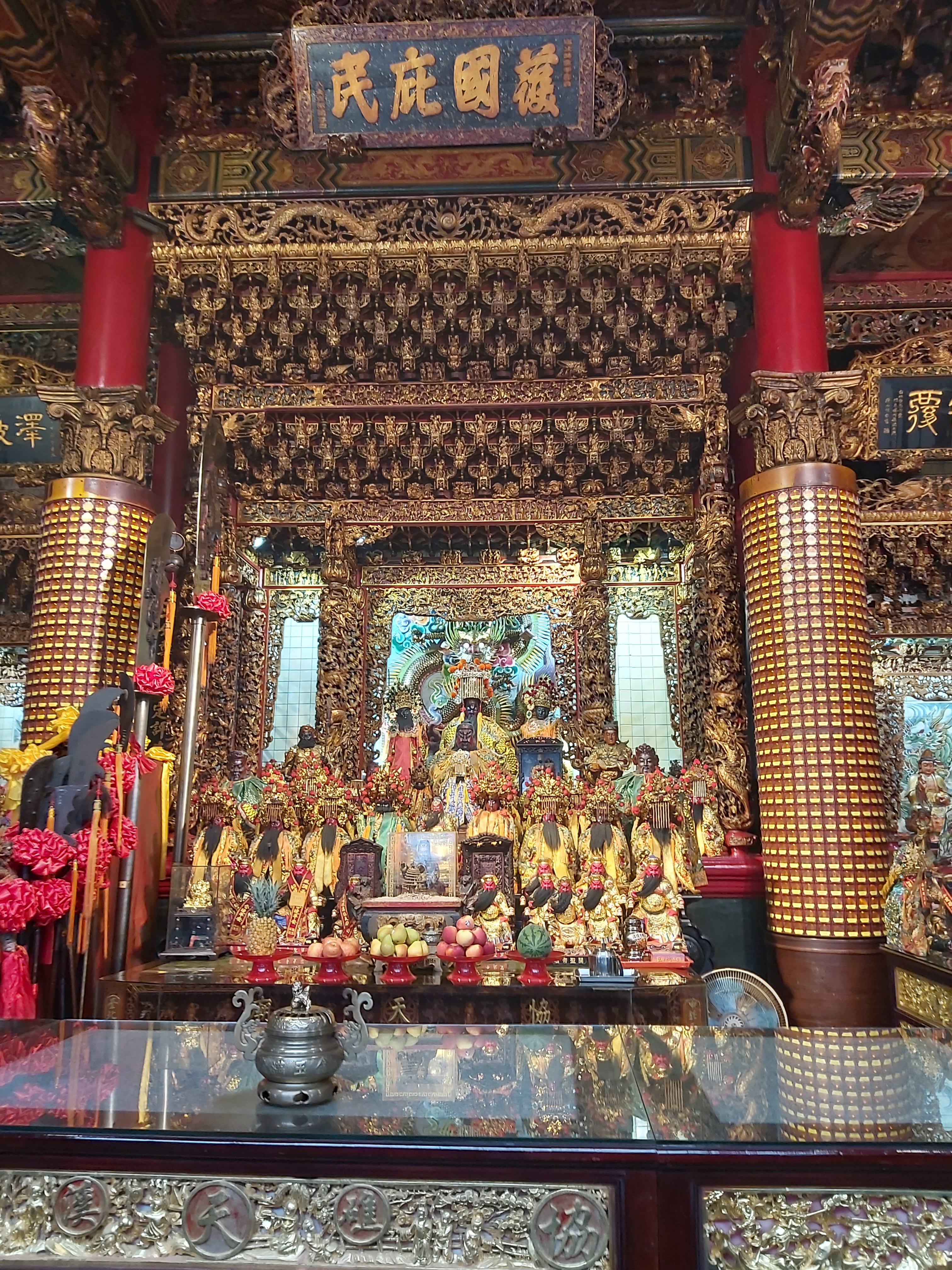
正殿供奉關聖帝君，右殿供奉觀音菩薩，左殿供奉福德正神。

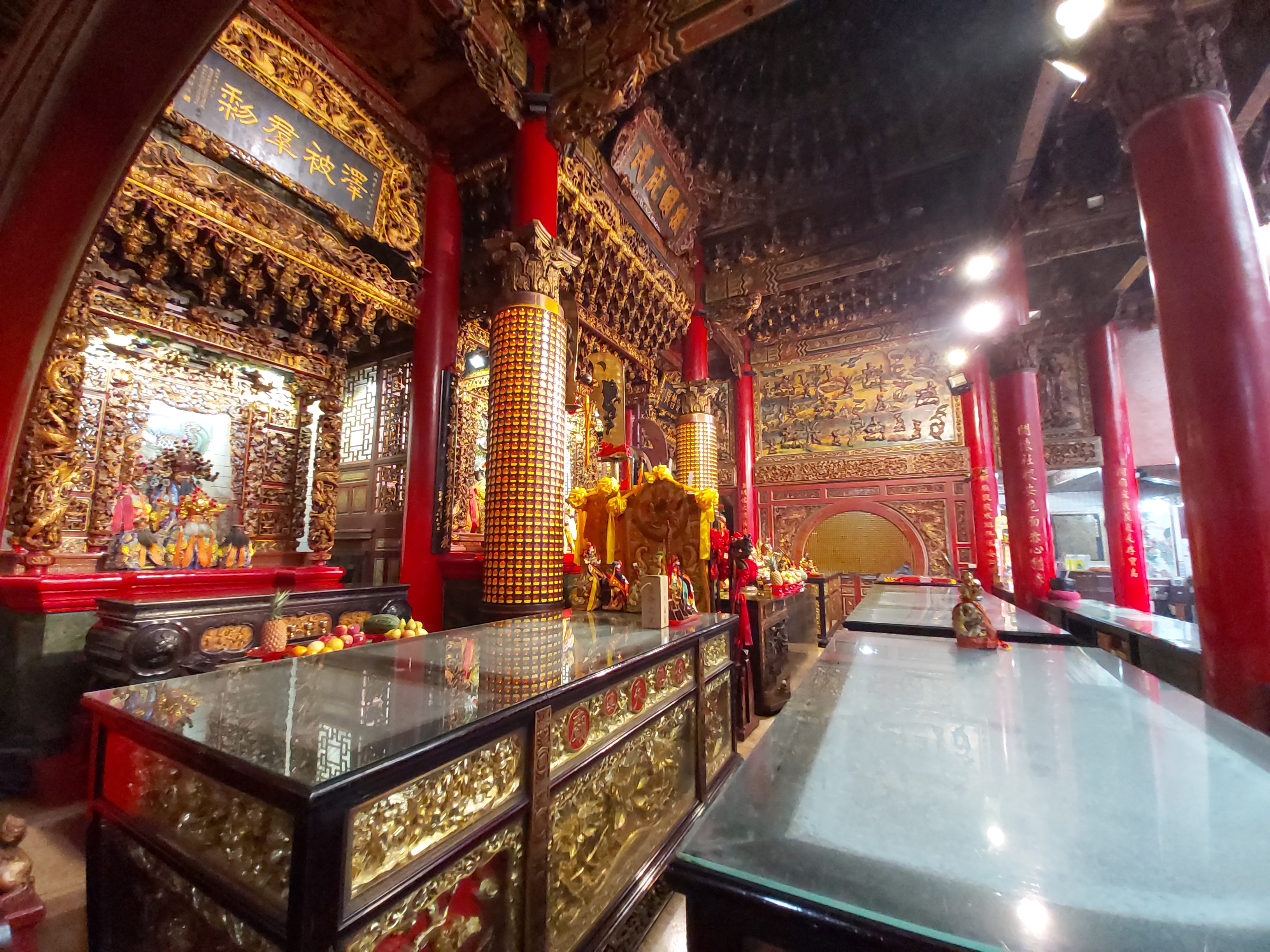
正殿室內祭祀神域。

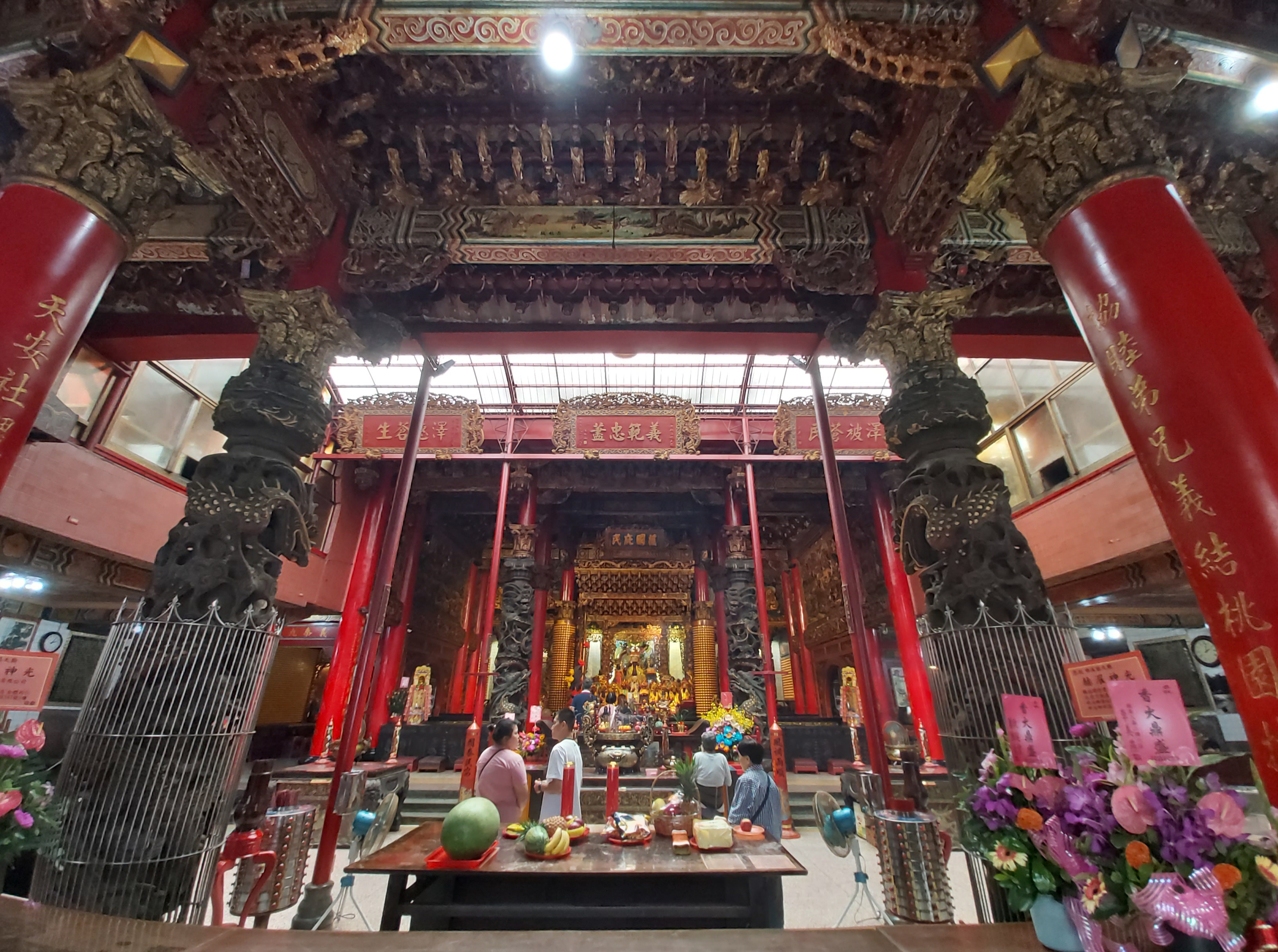
正殿前側的祭祀區域（拜亭）。

此廟的信仰圈，是以大忠村、大義村、二龍村、白鵝村、德陽村、三民村、林美村、六結村這八村為基礎，向外發展。信徒大會，最初採用「招會份」的方式，由各村頭人邀村民參加，每一鄰再由信徒推選一名信徒代表，資格可以世襲。信徒代表大會時，再選出廿五位管理委員，然後再互選出主任委員、副主任委員，若未選上委員，也會成為該廟的顧問、監察等。
1966年1月9日，礁溪鄉大忠村等八村村民在礁溪鄉公所二樓招開信徒大會，要求業務改革、財政公開。過去廿多年，此廟由林大雨擔任管理人，實際廟務由游清山管理。鄉民認為每年有許多香油錢，但祭典演戲，反要八村村民出錢，改革廟務的呼聲在村民中醞釀。1965年6月村長改選後，大忠村等八村村長更加積極進行，邀其召開信徒大會。宜蘭縣府也命令林大雨依法召開，但林大雨均未照辦。因此縣府決定由在礁溪鄉公所召開。
當時，管理委員是在神像前求卜選出，宜蘭縣政府的監選官員認為雖然違反民主精神，這合於宗教習慣，因此仍將承認合法。管理人林大雨以該管理委員會僅係少數地方士紳組織，未包括外地香客，拒絕移交產業，致雙方發生爭執。對以此方式選出管理委員，何凡不以為然，評論說是「神主精神」。後來廟宇的管理爭紛，經礁溪鄉長林與士、民眾服務分社理事長林萬榮、主任劉勛等協調，原管理人林大雨終於將產業交出，於同年4月21日正式移交。

### 春祭
廟方的春祭大典俗稱「龜會」，起因是每逢祭典，礁溪鄉八大村組成的頭家、爐主組織，必斥資製作巨型壽龜。八大村的村民會蒸紅片粿，集體完成大壽龜，交給當值爐主，接受信徒叩謝及乞得。從元月十三關聖帝君飛升日到十六的龜會，不只引來其他縣市的進香遊覽車，觀光客也會聞聲前去看熱鬧。這時，廂房一邊是溫泉區附近商人共同捐獻的芳片龜，廂房另一側是村莊的農家信徒們所獻的甜糯米龜，此外廂房護廊上還有各式各樣，如橘子龜、米粉龜等小型的壽龜。傳統風俗，若在廟裡乞得一壽龜，家人分吃後得保平安後，明年必須還給廟方同樣的壽龜。
龜會另一特色是，前往酬神謝戲的劇團不僅無廟方的戲金可拿，而且還需付錢競標，之後獲酬勞金來自信眾請演所得。
該時正月十三，廟方會以外幣作發財金，一年一種，到2017年報導時已是第九次。

### 秋祭
農曆六月廿四秋祭時，由十六名學生扮關家軍跳四佾舞。地方政府官員、立委也會擔任正獻官、副獻官、陪祭官等職。
前殿的關帝聖君供品為布一匹、牛一隻、羊一隻、豬一隻、乾果及農作收成品十「邊」(每邊可盛十升)、酒、醋、調味醬等十「豆」(每豆可盛四升)；後殿的關帝聖君祖先所供祭品，較前殿少一隻牛，邊、豆各省二個，其餘與前殿同。

## 收藏文物

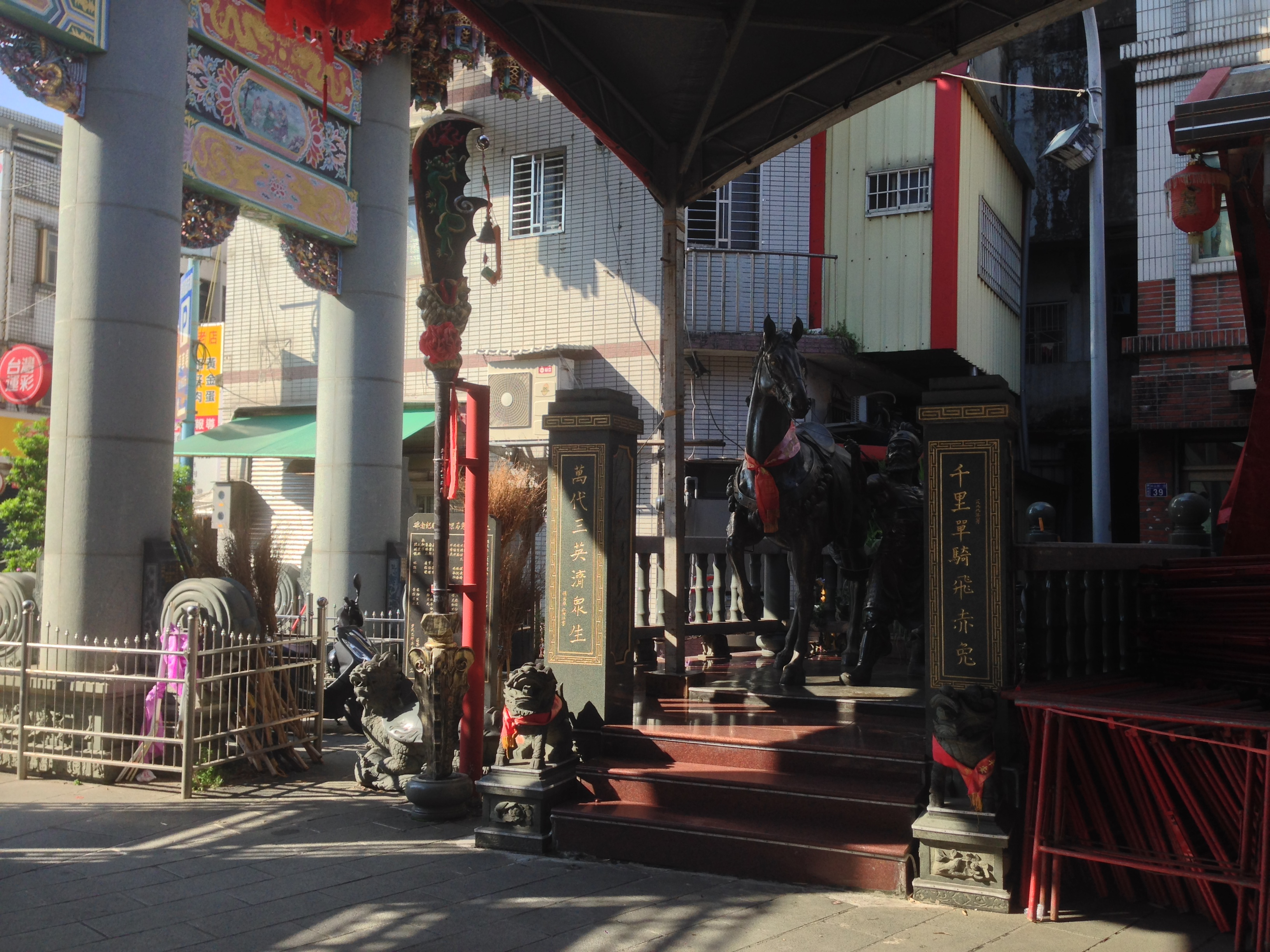
廟的青龍偃月刀為建設公司負責人藍銘洋在2004年所贈，刀長230公分，重12公斤。

廟方的關公文物館收藏許多文物，如關聖帝君的史蹟彩繪品、銅雕、舊廟建物留下的木雕品、照片，及光緒十三年留下、重修協天廟的兩塊百年石碑。還有一座神轎，為礁溪鄉六結村桂竹林的林姓家族後裔林煥彰所贈，相傳曾載過東山關帝廟的神像廟迎到臺灣。
廟內還有林再興、及其徒弟許清樹的作品。

### 虎皮
總幹事施朝鎮表示，相傳約道光七年（1827年），福州皮貨商殷天飛帶著一張虎皮到此廟附近尋找姓關的買主，由於附近沒有關姓人家，有鄉民就就帶商人到此廟。結果殷天飛就說關公神像時與關姓買主很像，他很願意捐出虎皮，但已盤纏用盡。於是鄉民募款買下，當做關公神像下坐墊。因此事件，信徒深信這張虎皮是關公化身顯靈購買的神蹟，常有信徒求取一小塊保平安，該虎皮就被索取一空。後來開始有人仿效，捐獻虎皮，但虎被列為保育動物後，該項習俗才終止，不過廟方仍保有一張大約1970年代信徒捐贈的完好虎皮。

### 關平與周倉神像
1914年，宜蘭廳日本警察課長金子惠教，破例請森林機關奉獻珍貴木材，雕塑關平、周倉兩尊神像陪祀。
當時金子惠教感於關帝庇佑撫番，聘請鄭阿枝來此廟雕刻這兩神像。與其他關帝廟中關平在左，周倉在右的習俗不同，這對神像相反。民間說法，認為當時周姓係礁溪望族，鄭阿枝因人情壓力將兩神像方向刻反；管理委員會說，傳說由於開斧時辰擇在「雞報寅時」，鄭師傅半夢半醒，結果誤將周倉形體刻成反向，便將錯就錯奉祀於左。

### 老戲台
廟方曾有一座1925年建立的老戲台，但從不上演有《三國演義》裡關公戰鬥的戲碼。協天廟解釋在老戲台興建之前，就有比較簡易的戲台，相傳嘉慶年間某次關聖帝君誕辰，戲班在夜場演出「關公斬蔡陽」的故事時，飾演關公者差點把木製大刀砍到扮蔡陽的演員，把戲台一根柱子砍成兩截，因此不再上演這類戰鬥戲碼。
著有《清代噶瑪蘭寺院之研究》的林福春副教授評價這座戲台，其珍貴性與代表性在於採用四柱一組的四點金柱起法，戲台共有十六柱、十四個翹脊、以壓艙石興築的台座、歇山重簷式屋頂、燒瓷的剪梁。樑柱之間保留「出將入相」、方便戲班搭景的格局，後方還設作為演員休息及換裝化妝之處的磚房。是1995年報導時，臺灣唯一有十六柱的古戲台。因此戲台寬廣華麗，在民間演藝界頗為出名。
1978年，廟方對老戲台就有拆遷之議。當時擔任鄉長的現任鄉農會總幹事周錦逮回憶，協天廟對街的警察派出所搬走後，鄉公所想請廟裡出資，以鄉公所名義向縣府價購土地興建二層樓，一樓做為商場，且願意容納廟旁的二戶店家，並把老戲台遷到二樓，讓廟前廣場有更大空間。
1995年6月22日，一群關心人士赴礁溪協天宮前拉布條抗議廟方決議拆除老戲台，並赴宜蘭縣政府陳情。當時出身礁溪的林阿爽姊妹連夜趕回，發動藝文界人士組成老戲台救援會，還上社區電台叩應節目，寫新聞稿呼籲，也獲得當時在礁溪勘查地方爭取興建吳沙紀念文物館的邱坤良聲援，及當地居民林阿爽祖母林陳阿鳳、居民林錫鈴、詹阿幼老夫妻等人的支持。
就在邱坤良教授說出的隔天，廟方完成戲台屋頂拆卸工作，繼續按照進度綑綁戲台支架，引起林阿爽姊妹、林枝漫，以及八十八歲的林錫鈴和其妻子，來到戲台前靜坐。在游錫堃縣長坐鎮的協調會上，廟方委員一面倒支持拆遷，如協天廟管理委員會主委吳朝煌強調，廟方受縣府民政局所管，拆戲台早在兩年前即已議決，並質問縣府當時為何不關心，如今才來關切。
儘管宜蘭縣長游錫堃出面協調，民政局及建設局迅速本案，但廟方在同年7月4日拆除此戲台，戲台遺構、臺基則移到協天廟南側的鐵皮屋倉庫內保存，救援會的成員得知後表示，說並無意與廟方造成對立與衝突，由於時間緊迫，所以有些較年輕的成員或有冒犯廟方長老之處，也請廟方體諒這二十多位主要工作者的善意文化出發點，完全不涉及政治及政治派系問題。
宜蘭縣立文化中心的台灣戲劇館，有此老戲台的木雕模型。2020年，因配合前瞻基礎建設「礁溪生活之心～協天廟生活廟埕」計畫，協天廟主動與宜蘭縣政府聯繫經溝通取得共識，老戲台將在協天廟前原戶政所舊地進行再建造工程，預估將於2022年完工，此刻戲台則作為廟方酬神戲劇演出的主要場地使用。

### 蠶絲關帝神像
1935年，在始政四十周年記念臺灣博覽會，由保正林金海、林金樹、吳炎山等人特出資贊助，以日幣三百圓購得一尊出自福州老師傅手藝、用蠶絲製成的關公神像，此價格足夠買六兩黃金或六千台斤的稻穀。該神像高二十四公分，重僅四兩。住持游清山表示，此神像應是先用泥土製成塑像模型後，再以蠶絲沿塑像織成，織成後取掉模型，然後在外上金箔及漆畫，材質及巧藝都是相當罕見。2000年4月28日，監察委員黃煌雄到訪時，管理委員會主委吳朝煌特別介紹此神像，令在場人士相當讚賞。

### 金印
廟方曾有一塊達十六公斤的金印，深鎖廟內金庫，由保全人員全日保護。之前為慶祝建廟二百周年，廟方將信徒奉獻的金牌等物，鎔鑄成印章，取名為「關聖帝君金龍印」，於2003年10月19日全體委員搭車前往台北市鑄造處取印，請大法官賴英照、縣府民政局長林進財、礁溪鄉長林政盛、立委張川田、議長張建榮等人見證過磅。該金印，由5482面金牌及1條金項鍊熔毀製成，印面為4吋乘4吋，刻上「敕建礁溪協天廟三界伏魔大帝神威遠震天尊關聖帝君」印文，並雕鑿龍頭。同年11月1日，請來中華民國副總統呂秀蓮、行政院長游錫堃別題「聖德正氣」、「澤惠蒼生」，正式啟用。
後來為了籌蓋聖祖殿及夫人殿。廟方曾考慮貸款，擲筊結果未能獲得神意許可。後來提出熔毀金龍印變賣，獲得同意，再經過管委會、信徒代表大會通過成案。2012年5月末詢價，黃金每錢5600元。因此當時價格約2500萬元。

### 舊廟模型
廟方在2009年8月2日派神將隊前往迎接一座舊廟模型。該模型為礁溪鄉退休木匠師傅吳一正以一個多月製作，廟門能開能合，戲台、戲班更衣室，一瓦一柱都很講究，連舊廟後方種植的楓樹也有，並由請大九歲的兄長吳政勳寫廟聯。吳一正兒時住在協天廟附近，常到廟裡玩捉迷藏。他認為一生有四次劫難，都是關帝聖君救回：一次去礁溪泡溫泉，遇到拖車司機打瞌睡撞來，及時跳到田裡閃過；在大義村的工廠工作時，磨刀的火石破掉彈飛從他耳邊掃過；一晚他酒駕，撞上停在路旁卡車，只受輕傷；另一次是到樓上拿材料，熱昏，妻子發現後請隔壁產婆打針，把他救活。

## 鞦韆風俗
礁溪有在中秋節盪鞦韆的傳統民俗，可回溯到日治時期。當時庄民們聚集在此廟廟埕或廟後的楓樹林舉行盪鞦韆競賽。動土及比賽場地，會設置神位，迎請此廟關聖帝君坐鎮。鞦韆架會以重逾百斤的老杉木為主體，以老藤古法綁製，不用釘子。鞦韆架前豎立帶有青葉、篙頂掛著銅鈴的竹篙。選手需站在鞦韆板上，盪到5公尺高後，伸足踢響高懸的鈴鐺。人們會以衣服、褲子、鞋子、雨傘、白米等民生物資，以及應景的柚子、月餅等，懸掛在鞦韆架旁的竹竿上當作獎品。
後來可能因經費不夠而停辦，1991年至1996年間復辦，後來又停下。2004年10月15日，村民在礁溪國小廣場搭建傳統竹鞦韆，為明日的社區巡禮活動準備，延續這項傳統。

## 外部連結
- 官方网站